# Бунковце
Бунковце (слч. Bunkovce) насељено је мјесто са административним статусом сеоске општине (слч. obec) у округу Собранце, у Кошичком крају, Словачка Република.

## Становништво
| Година:    | 1994. | 2004.    | 2014.    | 2024.   |
| ---------- | ----- | -------- | -------- | ------- |
| Број људи: | 272   | 333      | 383      | 384     |
| Разлика:   |       | +22,42 % | +15,01 % | +0,26 % |

| Година:    | 2023. | 2024.   |
| ---------- | ----- | ------- |
| Број људи: | 387   | 384     |
| Разлика:   |       | -0,77 % |

Према подацима о броју становника из 2011. године насеље је имало 362 становника.